# Sindacato nazionale dei dirigenti e direttivi forestali
Il Sindacato nazionale dei dirigenti e direttivi forestali, in acronimo DIRFOR, è stato il sindacato nazionale dei dirigenti e dei funzionari direttivi del Corpo forestale dello Stato e ha svolto la propria attività nell'ambito del comparto sicurezza delle forze di polizia ad ordinamento civile che comprende anche gli appartenenti alla Polizia di Stato ed al Corpo di polizia penitenziaria. Il DIRFOR ha aderito a DIRSTAT.

## Storia
Il Dirfor nacque il 22 ottobre 2003 e fu l'evoluzione del precedente Sindacato nazionale degli ufficiali forestali (SINUFOR) e prima ancora dell'Associazione nazionale ufficiali forestali (ANUF). Nel 2010 gli iscritti al DIRFOR erano 235, pari al 4% dei 5.766 forestali laureati sindacalizzati. L'esistenza del DIRFOR si è conclusa il 1º gennaio 2017 con la confluenza del Corpo forestale dello Stato nell'Arma dei Carabinieri e la riorganizzazione come Comando unità per la tutela forestale, ambientale e agroalimentare.

## Organizzazione
Il DIRFOR era così strutturato:
- assemblea nazionale
- consiglio nazionale composto da 9 membri eletti dall'assemblea nazionale e dai segretari regionali eletti dall'assemblea regionale
- segreteria nazionale eletta dal consiglio regionale esprime il segretario nazionale
- assemblea regionale
- collegio dei probiviri
- collegio dei sindaci